# Lista de personagens de The O.C.

Elenco principal da 1.ª temporada.

A seguir se apresenta a lista de personagens de The O.C., uma série de televisão norte-americana de drama criada por Josh Schwartz para a FOX em 2003.. A série gira em torno de Ryan Atwood, um adolescente problemático, mas durão, de um lar desfeito que é adotado pelos ricos e filantrópicos Sandy e Kirsten Cohen. Ryan e seu irmão adotivo, Seth, um adolescente geek socialmente desajeitado mas perspicaz, lidam com a vida como pessoas de fora no mundo de alta classe de Newport Beach. Ryan e Seth passam muito tempo navegando em seus relacionamentos com a girl next door Marissa Cooper e a paixão de infância de Seth, Summer Roberts.

## Personagens principais
A seguir é uma lista dos regulares de The O.C. que aparecem durante os créditos de abertura.
| Ator              | Personagem      | Temporadas    | Temporadas         | Temporadas    | Temporadas    |
| Ator              | Personagem      | 1.ª temporada | 2.ª temporada      | 3.ª temporada | 4.ª temporada |
| ----------------- | --------------- | ------------- | ------------------ | ------------- | ------------- |
| Peter Gallagher   | Sandy Cohen     | Principal     | Principal          | Principal     | Principal     |
| Kelly Rowan       | Kirsten Cohen   | Principal     | Principal          | Principal     | Principal     |
| Benjamin McKenzie | Ryan Atwood     | Principal     | Principal          | Principal     | Principal     |
| Mischa Barton     | Marissa Cooper  | Principal     | Principal          | Principal     |               |
| Adam Brody        | Seth Cohen      | Principal     | Principal          | Principal     | Principal     |
| Rachel Bilson     | Summer Roberts  | Principal     | Principal          | Principal     | Principal     |
| Chris Carmack     | Luke Ward       | Principal     | Convidado Especial |               |               |
| Tate Donovan      | Jimmy Cooper    | Principal     | Principal          | Recorrente    | Participação  |
| Melinda Clarke    | Julie Cooper    | Principal     | Principal          | Principal     | Principal     |
| Alan Dale         | Caleb Nichol    | Recorrente    | Principal          |               |               |
| Willa Holland     | Kaitlin Cooper  | Recorrente    |                    | Recorrente    | Principal     |
| Autumn Reeser     | Taylor Townsend |               |                    | Recorrente    | Principal     |

1. ↑  Shailene Woodley interpretou Kaitlyn Cooper durante a 1.ª temporada.

### Sandy Cohen
Retratado por Peter Gallagher, um defensor público idealista que interpreta Ryan Atwood no episódio piloto, para grande consternação de sua esposa, Kirsten. Ele é o marido de Kirsten, o pai de Seth Cohen e o guardião legal de Ryan Atwood. Embora ele viva em uma grande casa de classe alta, sua política é de esquerda e de mente aberta, causando atrito entre ele e a comunidade. Peter Gallagher descreveu o personagem como um "judeu esquerdista do Bronx" . Sandy lida com muitos conflitos ao longo da série, como tentar ganhar a aceitação de seu sogro enquanto está sendo financeiramente apoiado por sua esposa, e criar dois adolescentes em um ambiente (às vezes) corrupto.

### Kirsten Cohen
Retratado por Kelly Rowan, é a esposa de Sandy Cohen, a mãe de Seth, mãe adotiva de Ryan e ex-CFO do pai dela (Caleb Nichol) empresa imobiliária, o Newport Group. Antes de conhecer Sandy, ela namorou e cresceu com Jimmy Cooper, pai de Marissa Cooper, com quem ela continua sendo amiga. Kirsten estava muito desconfiada da decisão de Sandy de trazer Ryan para sua casa no episódio piloto, mas no terceiro episódio, ela e Seth levaram Ryan de volta para casa depois que ele foi espancado no centro de detenção juvenil. No final do episódio, a mãe biológica de Ryan, Dawn Atwood, pede a Kirsten para adotar Ryan, imaginando que ele está melhor em Newport do que voltando para Chino. Ela teve problemas com o álcool, que foi desencadeada pela deterioração do relacionamento entre ela e seu pai, e teve um aborto no início de sua vida, que pertencia a Jimmy. Kirsten continua a abrir um serviço de namoro com Julie, e se tornar mãe de dois filhos no final da quarta temporada. A política e o estilo de vida são conservadores, em contraste com o marido. Kelly Rowan descreveu a personagem como aparentemente mais "unida" do que ela durante uma entrevista.

### Ryan Atwood
Retratado por Benjamin McKenzie, um adolescente problemático de Chino que é trazido para a comunidade privilegiada de Newport Beach, Califórnia, depois que sua mãe, Dawn Atwood, o expulsa da casa de sua família. Ryan é posteriormente levado por seu defensor público, Sandy Cohen. Ele forma vínculos rápidos com toda a família Cohen, especialmente com o filho de Sandy, Seth, além de uma ligação extrema com a garota vizinha, Marissa Cooper. Ryan, lentamente, encontra-se um lugar dentro de sua nova sociedade materialista, e aproveita ao máximo a sua situação, não apenas completando o ensino médio, mas também prosseguindo para a universidade. O diretor de elenco Patrick Rush achou o papel de Ryan Atwood particularmente difícil de escalar e apenas convidou Ben McKenzie a uma audição depois que Fox os notificou sobre o jovem ator após sua audição mal sucedida para uma sitcom da UPN.[carece de fontes?] Rush disse: "Quando Benjamin McKenzie chegou, ele não era fisicamente o que Josh havia imaginado, mas ele habitava o personagem diferente de qualquer um que tivéssemos visto. Eu acho que o personagem de Ryan é um garoto que sempre parece ser um pouco perdido e tem uma sensação de mistério e perigo; Benjamin tem todas essas qualidades ". Chad Michael Murray foi originalmente oferecido o papel de Ryan Atwood, mas recusou, para interpretar o papel principal de Lucas Scott em One Tree Hill . O criador Josh Schwartz disse em 2014; "McKenzie levou a sério, e trouxe muita integridade, e a integridade nem sempre é necessária em um drama teen da Fox" 

### Marissa Cooper
Retratada por Mischa Barton, ao longo da série, Marissa está freqüentemente lutando com drogas e álcool, incluindo quase se matando em uma viagem no México com seus amigos. Os relacionamentos de Marissa com seus pais, namorados e colegas de classe costumam ser tumultuados. Ela é a melhor amiga de Summer e o interesse amoroso de Ryan. Marissa é retratada como uma "garota mimada que se ajusta a ser pobre". O diretor de elenco se referiu a Marissa como "uma garota presa nos enfeites de sua vida que parecia mais velha do que a sua idade real". Mischa Barton deixou a série no final da terceira temporada, quando seu personagem foi subtraído por ter sido morto em um acidente de carro. Comentando sobre sua saída, Barton disse: "Meu personagem passou por tanto, muito e realmente não há mais nada para ela fazer." . A decisão de matar o personagem de Barton veio dos produtores.

### Seth Cohen
Retratado por Adam Brody, o adolescente desajeitado de Sandy e Kirsten Cohen. Ele é conhecido por seus gracejos rápidos, fascinação de histórias em quadrinhos e referências da cultura pop. Ele também é o interesse amoroso de Summer Roberts, de quem ele tinha uma queda desde a terceira série. Seth foi chamado de "nerd judeu em obscuras bandas emo", que "começa a namorar uma virgem linda e popular". O New York Times caracterizou Seth como "excêntrico e letrado, Seth professa verdadeira vontade de viajar (...) Os materiais de imprensa do programa afirmam que ele é um herói existencial nos moldes de Holden Caulfield" . Carina Chocano, da Entertainment Weekly, descreveu Seth como "um retrato nuançado de um relacionamento idiota e realista com quem Ryan está cheio de pequenas ironias agradáveis"

### Summer Roberts
Retratado por Rachel Bilson, mimada pelo pai divorciado, ela considera que ele é seu melhor amigo, e sua opinião é importante, se não mais do que a dela. Summer era incomum em combinar as qualidades de um personagem convencionalmente atraente e desejável com uma atitude forte, sincera e "responsável". Ela é retratada como altamente sexualizada e inicialmente parece estúpida; mais tarde ela passa por uma transformação e se torna muito mais inteligente e preocupada com questões ambientais, uma mudança possivelmente devido ao seu relacionamento com o nerd Seth Cohen. Inicialmente, Summer era apenas um pequeno personagem de apoio, apenas como objeto de fantasia para Seth e um amigo para Marissa Cooper, enquanto Ryan Atwood e Marissa eram o casal principal. No entanto, devido ao desempenho de Bilson, Summer se tornou um personagem cada vez mais importante.
Summer foi originalmente concebido como um pequeno personagem coadjuvante, apenas como objeto de fantasia para Seth e uma amiga para Marissa Cooper, enquanto Ryan Atwood e Marissa eram o casal principal. No entanto, devido ao desempenho de Bilson, Summer se tornou um personagem cada vez mais importante. O criador da série, Josh Schwartz, disse: "Ela era adorável, engraçada e esperta, o que era uma maneira realmente nova de lidar com esse personagem. E quanto mais nós demos a ela nos primeiros episódios, mais ela continuava tentando. No episódio com a viagem de Tijuana, assistimos a uma cena entre ela e Seth no restaurante e soubemos: Essa garota é incrível. Vamos fazer dela uma personagem regular da série.".

### Luke Ward
Retratado por Chris Carmack, O primeiro namorado de Marissa e membro do elenco regular durante a maior parte da primeira temporada. Luke é inicialmente o principal antagonista da série, cunhando a famosa série "Welcome to the OC, cadela!" durante uma briga com Ryan no episódio de estréia. No entanto, ele mais tarde se torna o principal "saco de pancadas cômicas" para os outros personagens depois que ele e Ryan estão juntos a contragosto para um projeto escolar. Eles se ligam em carros quando Luke o leva até a concessionária de seu pai para ver as últimas modelos de carros esportivos, mas pega o pai de Luke, Carson, beijando outro homem. Quando seu pai sai, o Luke, que antes era popular, caiu em desgraça com sua panelinha e se viu no fundo da escada social pela primeira vez. Ryan, Seth e Marissa, em seguida, levá-lo como um dos seus próprios. Depois disso, Luke se torna um membro do grupo, mais amistoso e despreocupado do que antes, tornando-se conhecido por seu amável goofiness e amor pela cerveja. Josh Schwartz caracterizou o último Lucas como "dedilhar uma guitarra sendo um bobão". No 12º episódio da primeira temporada é revelado que seu pai é secretamente gay.

### Jimmy Cooper
Retratado por Tate Donovan, pai de Marissa e Kaitlin (e ex-marido de Julie). Ele fica em apuros por peculato e deve enfrentar as conseqüências de suas ações e seus efeitos em sua reputação e vida pessoal. Depois de se divorciar de Julie, ele persegue Hayley Nichol, irmã mais nova de Kirsten, que eventualmente o deixa para promover sua carreira na moda no Japão. Ele era um membro do elenco regular para a 1ª temporada e início da 2ª Temporada. O personagem de Jimmy fez uma breve aparição na 3ª temporada, mas foi rapidamente deixado quando Jimmy é forçado a deixar a cidade, devido a problemas financeiros. Um entrevistador caracterizou Jimmy como um "adorável pai" . Josh Schwartz se referiu ao personagem como um "gato" nos comentários do DVD. O personagem é retratado como volúvel e perpetuamente em dívida financeira, apesar do relacionamento caloroso com suas filhas. O personagem foi classificado em oitavo pela Entertainment Weekly em uma lista dos piores pais da história da televisão.

### Julie Cooper-Nichol
Retratado por Melinda Clarke, a mãe de Kaitlin Cooper e Marissa Cooper. No início do programa, ela é casada com o planejador financeiro Jimmy Cooper. Ela é frequentemente caracterizada como sendo desonesta, egoísta e superficial. No entanto, ela revela uma parte mais vulnerável e empática de si mesma várias vezes durante a série. Melinda Clarke resumiu seu personagem como sendo "claramente uma prostituta tão devoradora de dinheiro. Julie era obviamente a dona de casa. "Melinda elogiou o" incrível arco "da personagem, dizendo que Julie começou como" essa mulher que era tão superficial, mas, é claro, ela não é apenas unidimensional, ela é multidimensional. Começando em sua roupa rosa suada e, no final, ela se formou na faculdade e seguiu em frente com sua vida".

### Caleb Nichol
Retratado por Alan Dale, pai de negócios de Kirsten e depois marido de Julie Cooper. Seu personagem se repete ao longo da primeira temporada, e ele se torna regular durante a segunda temporada, mas chega a uma parada repentina quando seu personagem sofre um ataque cardíaco fatal durante o final da segunda temporada. O Chicago Tribune caracterizou a Caleb como uma "imobiliária bruta e intransigente de Newport Beach, na Califórnia". Quando perguntado pelo Tribune sobre o personagem, Dale disse: "A coisa que é adorável sobre esse personagem é que há muito a ver com ele. Seus relacionamentos são tão complicados, e uma vez que o casamento aconteceu, todos estavam relacionados no programa. Isso significa que ele tem todas essas pessoas para se relacionar, e ele se relaciona tanto com todos." .

### Taylor Townsend
Retratado por Autumn Reeser, introduzido na terceira temporada como um estudante perfeccionista neurótico. A personalidade inicial de seu personagem foi referida por muitos críticos como similar à personagem Tracy Flick do filme Election . Taylor começa a série como uma vilã recorrente antes de se tornar a segunda mulher na quarta temporada. O desempenho de Autumn Reeser foi aclamado pela crítica. Ela refletiu sobre o personagem durante uma entrevista de 2010, dizendo: "Eu sinto que há muitas garotas por aí que poderiam se relacionar com ela, que não se viam na TV dessa maneira. Eu amava isso nela. Eu amava que ela não pediu desculpas por quem ela era, embora ela não fosse o que todas as revistas diziam que estava OK. Ela estava tipo: "Eu ainda sou válida. E eu sou incrível. E eu sei que sou estranha, e isso é OK.”.

### Kaitlin Cooper
Retratado por Willa Holland nas temporadas 3 e 4, o papel de Kaitlin Cooper foi originado por Shailene Woodley em uma base recorrente durante a primeira temporada. Kaitlin passa grande parte da série no internato antes de retornar de forma recorrente na terceira temporada (agora interpretada por Holland) e finalmente se tornando um personagem regular na 4 ª temporada. A filha de Jimmy Cooper e Julie Cooper e irmã de Marissa Cooper. Sua personalidade é mais parecida com a de sua mãe do que com a de seu pai, e ela é retratada como uma fumante comum e ocasional traficante. Holland observou que "ninguém pode controlá-la", mas que seu arco na 4ª temporada encontra o personagem amadurecendo . Na série, o personagem de Willa Holland data um personagem interpretado pela popular estrela da música Chris Brown na quarta temporada do show.

## Personagens recorrentes
A seguir é uma lista dos convidados recorrentes da série; eles estão listados na ordem em que apareceram pela primeira vez na série. Muitos personagens tiveram enredos que se estenderam por várias temporadas, enquanto os outros estão restritos a arcos que ocorreram durante uma única temporada da série.
| Ator/Atriz                                             | Personagem        | Número de aparições | Número de aparições | Número de aparições | Número de aparições |
| Ator/Atriz                                             | Personagem        | 1.ª                 | 2.ª                 | 3.ª                 | 4.ª                 |
| ------------------------------------------------------ | ----------------- | ------------------- | ------------------- | ------------------- | ------------------- |
| Daphne Ashbrook                                        | Dawn Atwood       | 2                   |                     | 3                   |                     |
| Bradley Stryker (1.ª) Logan Marshall-Green (2.ª e 3.ª) | Trey Atwood       | 2                   | 8                   | 1                   |                     |
| Ashley Hartman                                         | Holly Fischer     | 6                   |                     |                     | 3                   |
| Kim Oja                                                | Taryn Baker       | 4                   | 1                   | 2                   | 2                   |
| Samaire Armstrong                                      | Anna Stern        | 13                  |                     | 2                   |                     |
| Bonnie Somerville                                      | Rachel Hoffman    | 5                   |                     |                     |                     |
| Rosalind Chao                                          | Dr. Kim           | 3                   |                     | 3                   |                     |
| Navi Rawat                                             | Theresa Diaz      | 8                   | 2                   | 3                   |                     |
| Brian McNamara                                         | Carson Ward       | 2                   | 1                   |                     |                     |
| Wayne Dalglish                                         | Brad Ward         | 1                   |                     |                     | 10                  |
| Corey Price                                            | Eric Ward         | 1                   |                     |                     | 10                  |
| Taylor Handley                                         | Oliver Trask      | 6                   |                     |                     |                     |
| Amanda Righetti                                        | Hailey Nichol     | 10                  | 2                   |                     |                     |
| Linda Lavin                                            | Sophie Cohen      | 1                   | 1                   |                     |                     |
| Michael Nouri                                          | Dr. Neil Roberts  | 1                   | 1                   | 14                  | 3                   |
| Nicholas Gonzales                                      | D.J.              |                     | 6                   |                     |                     |
| Michael Cassidy                                        | Zach Stevens      |                     | 19                  |                     |                     |
| Olivia Wilde                                           | Alex Kelly        |                     | 13                  |                     |                     |
| Shannon Lucio                                          | Lindsay Gardner   |                     | 12                  |                     |                     |
| Kathleen York                                          | Renee Wheeler     |                     | 12                  |                     |                     |
| Kim Delanay                                            | Rebecca Bloom     |                     | 5                   |                     |                     |
| Billy Campbell                                         | Carter Buckley    |                     | 7                   |                     |                     |
| Johnny Messner                                         | Lance Baldwin     |                     | 5                   |                     |                     |
| Marguerite Moreau                                      | Reed Carlson      |                     | 5                   |                     |                     |
| Nikki Griffin                                          | Jess Sathers      |                     | 6                   | 1                   |                     |
| Jeri Ryan                                              | Charlotte Morgan  |                     |                     | 7                   |                     |
| Eric Mabius                                            | Jack Hess         |                     |                     | 4                   |                     |
| Ryan Donowho                                           | Johnny Harper     |                     |                     | 11                  |                     |
| Johnny Lewis                                           | Dennis Childress  |                     |                     | 9                   |                     |
| Kayla Ewell                                            | Casey             |                     |                     | 3                   |                     |
| Erin Foster                                            | Heather           |                     |                     | 4                   | 1                   |
| Jeff Hephner                                           | Matt Ramsey       |                     |                     | 14                  |                     |
| Paula Trickey                                          | Veronica Townsend |                     |                     | 5                   | 4                   |
| Cam Gigandet                                           | Kevin Volchok     |                     |                     | 13                  | 2                   |
| Nikki Reed                                             | Sadie Campbell    |                     |                     | 6                   |                     |
| Shaun Duke                                             | Henry Griffin     |                     |                     | 4                   |                     |
| Chris Pratt                                            | Che Cook          |                     |                     |                     | 9                   |
| Gary Grubbs                                            | Gordon Bullit     |                     |                     |                     | 6                   |
| Brandon Quinn                                          | Spencer Bullit    |                     |                     |                     | 6                   |
| Kevin Sorbo                                            | Frank Atwood      |                     |                     |                     | 7                   |